# 蘿珊 (亞力歌曲)
蘿珊是美國饒舌歌手亞力的歌曲，單曲由哥伦比亚唱片於2019年10月10日發行。蘿珊由亞力、傑斯·詹寧斯（Jace Jennings）、雅各·格林斯潘（Jacob Greenspan）和勞倫·拉魯（Lauren Larue）共同創作，94Skrt和Jae Green負責製作。
歌曲獲得新西兰唱片音乐协会單曲排行榜冠軍，並在多國音樂排行榜名列前茅，包含美國《告示牌》Hot 100第4名。歌曲的成功讓亞力成為各家唱片公司亟欲簽約的目標。最終，亞力與哥伦比亚唱片簽訂唱片協議。

## 製作與發行
蘿珊由亞力、傑斯·詹寧斯（Jace Jennings）、雅各·格林斯潘（Jacob Greenspan）和勞倫·拉魯（Lauren Larue）共同創作，94Skrt、Jae Green共同製作，歌曲時長2分43秒，以A大調創作，每分鐘88拍，亞力的音域範圍介於E4和E5之間。曲風方面，的诺亚·兰茨伯格（Noah Landsberg）形容這是首可以和友人一同在海灘上享樂的夏日歌曲；《告示牌》則稱其令人上癮的流行饒舌歌曲。單曲點唱機（The Singles Jukebox）的評論稱其為無趣的白人饒舌，有著洗腦旋律和厭女歌詞，十足自动调谐且粗魯。《IZM》和《滾石》都表示歌曲聽來頗像會有的作品。
蘿珊於2019年10月10日個人出版。此前，亞力在Instagram發布自己隨著音樂起舞的短片來宣傳歌曲發行。歌曲廣受TikTok喜愛，並帶動串流媒體平台上的點播量，在被Spotify「今日熱單（Today's Top Hits）」收錄後，蘿珊每日播放量超過百萬，躍升美國Spotify歌曲排行榜前列，成為首位達成此成就的未簽約獨立音樂家，據《告示牌》報導，雖然Spotify功不可沒，但僅有28%的聽眾來自播放清單，其餘聽眾皆是慕名而來。Spotify的全球熱單負責人貝基·巴斯（Becky Bass）接受採訪表示，團隊注意到亞力在社群網路上的流行，因此決定將其納入歌單。蘿珊的成功讓亞力獲得哥伦比亚唱片合約，此前公司曾和同樣有網路熱門歌曲的簽約。簽約之後，哥伦比亚唱片為歌曲拍攝音樂錄影帶，並找來尼可拉斯·詹多拉（Nicholas Jandora）執導，於2020年2月12日釋出。影片引用多部電影（包含《今天暫時停止》、等電影），透過不斷的輪迴展現亞力身陷其中。

## 商業表現
這是亞力最熱門的歌曲，它空降美國《告示牌》Billboard Hot 10034名，最高成績第4名，2020年榜排名第16名，蘿珊還拿下Hot R&B/Hip-Hop Songs和Rhythmic Airplay類別冠軍。歌曲獲頒美國唱片業協會5白金唱片認證，代表歌曲合計銷售達到500萬份。
除了美國表現優異，蘿珊還登上其他國家和地區排行榜。它拿下新西兰官方音乐榜冠軍，獲頒新西兰唱片音乐协会雙白金認證。該曲在澳大利亚、新加坡位居亞軍，以及加拿大、馬來西亞、荷蘭、挪威等地排行季軍。

## 參與名單
來源：Tidal
- 製作人 – 94Skrt、JaeGreen
- 詞曲創作 – 亞力桑那·澤爾瓦斯、傑斯·詹寧斯（Jace Jennings）、雅各·格林斯潘（Jacob Greenspan）、勞倫·拉魯（Lauren Larue）
- 聯合演出 – 亞力桑那·澤爾瓦斯
- 母帶工程 – 克里斯·格林格（Chris Gehringer）
- 混音工程 – 曼尼·馬拉昆（Manny Marroquin）
- 錄音工程 – 94Skrt

## 榜單表現
| 榜单（2019－20年）                       | 最高 排名 |
| ---------------------------------------- | --------- |
| 澳大利亚（澳大利亚唱片业协会榜）         | 2         |
| 奧地利（Ö3四十強單曲榜）                 | 18        |
| 比利时佛兰德（Ultratop五十強單曲榜）     | 11        |
| 比利時瓦隆（Ultratop五十強單曲榜）       | 10        |
| 加拿大（Canadian Hot 100）               | 3         |
| 哥倫比亞（國家報告）                     | 69        |
| 捷克（百強數位單曲榜）                   | 9         |
| 丹麥（Hitlisten）                        | 10        |
| 芬蘭（芬蘭官方單曲榜）                   | 6         |
| 法國（法國唱片出版業公會單曲榜）         | 16        |
| 德國（德國官方榜單）                     | 27        |
| 全球（Billboard Global 200）             | 147       |
| 希臘（國際唱片業協會希臘分會國際單曲榜） | 5         |
| 匈牙利（四十強電台榜）                   | 25        |
| 匈牙利（四十強串流榜）                   | 10        |
| 愛爾蘭（愛爾蘭唱片協會榜）               | 4         |
| 義大利（意大利音乐产业联盟）             | 24        |
| 拉脫維亞（拉脱维亚表演者和制片人协会）   | 4         |
| 黎巴嫩（黎巴嫩官方二十强榜）             | 13        |
| 立陶宛（AGATA）                          | 6         |
| 馬來西亞（馬來西亞唱片業協會）           | 3         |
| 荷蘭（荷蘭四十強單曲榜）                 | 5         |
| 荷蘭（荷蘭百大單曲榜）                   | 3         |
| 新西兰（新西兰官方音乐榜）               | 1         |
| 挪威（VG-lista單曲榜）                   | 3         |
| 葡萄牙（葡萄牙唱片業協會）               | 8         |
| 蘇格蘭（官方榜單公司單曲榜）             | 13        |
| 新加坡（新加坡唱片業協會）               | 2         |
| 斯洛伐克（電台百強單曲榜）               | 57        |
| 斯洛伐克（百強數位單曲榜）               | 18        |
| 韓國（Gaon單曲榜）                       | 73        |
| 西班牙（西班牙音樂製作協會）             | 36        |
| 瑞典（瑞典最熱榜）                       | 9         |
| 瑞士（瑞士熱門音樂榜）                   | 14        |
| 英國（官方榜單公司單曲榜）               | 4         |
| 美國（Billboard Hot 100）                | 4         |
| 美國（《告示牌》Adult Pop Airplay）      | 25        |
| 美國（《告示牌》Dance/Mix Show Airplay） | 3         |
| 美國（《告示牌》Hot R&B/Hip-Hop Songs）  | 1         |
| 美國（《告示牌》Pop Airplay）            | 2         |
| 美國（《告示牌》Rhythmic Airplay）       | 1         |
| 美国（《滾石》百強單曲榜）               | 2         |

| 排行榜（2019年）                               | 排名 |
| ---------------------------------------------- | ---- |
| 荷蘭（荷蘭四十強單曲榜）                       | 93   |
| 排行榜（2020年）                               | 排名 |
| 澳大利亚（澳大利亚唱片业协会）                 | 29   |
| 比利时佛兰德（Ultratop五十强单曲榜）           | 41   |
| 比利時瓦隆（Ultratop單曲榜）                   | 23   |
| 加拿大（Canadian Hot 100）                     | 9    |
| 丹麥（Tracklisten）                            | 67   |
| 法国（法國唱片出版業公會）                     | 61   |
| 德國（德國官方榜單）                           | 89   |
| 匈牙利（四十強串流榜）                         | 34   |
| 愛爾蘭（愛爾蘭唱片協會）                       | 39   |
| 荷蘭（百強單曲榜）                             | 58   |
| 新西兰（新西兰官方音乐榜）                     | 23   |
| 瑞士（瑞士熱門音樂榜）                         | 44   |
| 英國（官方榜單公司單曲榜）                     | 31   |
| 美國（Billboard Hot 100）                      | 16   |
| 美國（《告示牌》Dance/Mix Show Airplay Songs） | 24   |
| 美國（《告示牌》Hot R&B/Hip-Hop Songs）        | 6    |
| 美國（《告示牌》Pop Songs）                    | 18   |
| 美國（《告示牌》Rhythmic Songs）               | 12   |

## 銷量認證
| 國家或地區                     | 認證    | 認證單位/銷量 |
| ------------------------------ | ------- | ------------- |
| 澳大利亞（澳大利亚唱片业协会） | 4× 白金 | 280,000‡      |
| 比利時（比利時娛樂協會）       | 1× 白金 | 40,000‡       |
| 加拿大（加拿大音乐协会）       | 6× 白金 | 480,000‡      |
| 法國（法國唱片出版業公會）     | 1× 白金 | 200,000‡      |
| 義大利（意大利音乐产业联盟）   | 1× 白金 | 70,000‡       |
| 墨西哥（墨西哥音像製品協會）   | 2× 白金 | 280,000‡      |
| 紐西蘭（新西兰唱片音乐协会）   | 2× 白金 | 60,000‡       |
| 葡萄牙（葡萄牙唱片業協會）     | 3× 白金 | 30,000‡       |
| 西班牙（西班牙音樂製作協會）   | 金      | 20,000‡       |
| 瑞士（國際唱片業協會瑞士分會） | 白金    | 20,000‡       |
| 英國（英国唱片业协会）         | 白金    | 600,000‡      |
| 美國（美國唱片業協會）         | 5× 白金 | 5,000,000‡    |
| ‡僅含認證的串流媒體+實際銷量   |         |               |